# Hôrky
Hôrky (Hongaars: Zsolnaberkes) is een Slowaakse gemeente in de regio Žilina, en maakt deel uit van het district Žilina.
Hôrky telt 699 inwoners.